# Pierre Pugnet
Pour les articles homonymes, voir Pugnet.
Émile Jules Pugnet, dit Pierre Pugnet, né le 15 septembre 1898 à Périgueux et mort le 29 janvier 1972 à Paris 13e, est un résistant et homme politique français. Il fut après guerre maire de Périgueux (1944-1959) et brièvement sénateur de la Dordogne (1957-1959).

## Biographie
Fils d'un boulanger, il devient chauffeur de locomotive auprès de la Compagnie du chemin de fer de Paris à Orléans (PO) en 1914. Engagé volontaire en 1917, il devient agent de maîtrise auprès du PO en 1919. Franc-maçon et responsable CGT, il entre en résistance lors de la Seconde Guerre mondiale. À la Libération, il devient président du comité de Libération de Périgueux, ville dont il est élu maire en octobre 1944. Après deux réélections en 1947 et 1953, son mandat cesse en mars 1959. 
Entre-temps, il se présente aux élections sénatoriales en tant que socialiste en 1955 sans succès, et devient sénateur de 1957 à 1959 en remplacement de Yvon Delbos, décédé. Six ans plus tard, aux municipales de 1965, Pierre Pugnet se présente sur la liste d’Yves Guéna, alors que la SFIO participait à la liste centriste de Barrière. Il est exclu par la commission des conflits de la fédération socialiste, qui n’accepta pas sa démission, le 7 mars 1965,.

## Détail des fonctions et des mandats
Mandat parlementaire
- 13 janvier 1957 - 26 avril 1959 : sénateur de la Dordogne[5]

Autres mandats
- 5 octobre 1944 - mars 1959 : maire de Périgueux[2].